# Barañáin
Barañáin en espagnol, ou Barañain en basque est une municipalité de la communauté forale de Navarre, dans le Nord de l'Espagne.
Elle est située dans la zone linguistique mixte de la province et à 5 km à l'ouest de sa capitale, Pampelune. Elle est la troisième ville en importance après Pampelune et Tudela dans la Ribera.

## Géographie

### Localités limitrophes
Arazuri (Cendea de Olza), Ermitagaña, Mendebaldea et Echavacoiz (quartiers de Pampelune), Zizur Mayor et Cendea de Cizur.

## Administration
Jusqu'en 1987, Barañáin faisait partie de la municipalité de la Cendea de Cizur. Elle a été ensuite constituée comme une entité propre, ayant depuis les maires suivants:
- 2007/2011: Florencio Luqui (Na-Bai)
- 2003/2007: Josu Senosiain (PSN-PSOE)
- 1999/2003: Joaquín Olloqui (CIB)
- 1994/1999: Juan Felipe Calderón (UPN-PP)
- 1987/1994: Gregorio Clavero (PSN-PSOE)

## Démographie
| Évolution démographique                                  | Évolution démographique | Évolution démographique | Évolution démographique | Évolution démographique | Évolution démographique | Évolution démographique | Évolution démographique | Évolution démographique | Évolution démographique | Évolution démographique |
| 1996                                                     | 1998                    | 1999                    | 2000                    | 2001                    | 2002                    | 2003                    | 2004                    | 2005                    | 2006                    | 2007                    |
| -------------------------------------------------------- | ----------------------- | ----------------------- | ----------------------- | ----------------------- | ----------------------- | ----------------------- | ----------------------- | ----------------------- | ----------------------- | ----------------------- |
| 18 936                                                   | 20 182                  | 20 541                  | 20 871                  | 21 492                  | 22 017                  | 21 540                  | 22 071                  | 22 295                  | 22 401                  | 21 844                  |
| Sources: Barañáin et instituto de estadística de navarra |                         |                         |                         |                         |                         |                         |                         |                         |                         |                         |

## Transports en commun
Les lignes  4 7 19 N2 de Eskualdeko Hiri Garraioa desservent Barañain.

### Sources
- (es) Cet article est partiellement ou en totalité issu de l’article de Wikipédia en espagnol intitulé « Adiós » (voir la liste des auteurs).